# Euclinia longiflora
Euclinia longiflora är en måreväxtart som beskrevs av Richard Anthony Salisbury. Euclinia longiflora ingår i släktet Euclinia och familjen måreväxter. Inga underarter finns listade i Catalogue of Life.